# Tłumaczyk (przystanek kolejowy)
Tłumaczyk (ukr. Товмачик, ros. Товмачик) – przystanek kolejowy w miejscowości Tłumaczyk, w rejonie kołomyjskim, w obwodzie iwanofrankiwskim, na Ukrainie. Położony jest na linii Kołomyja – Delatyn.
Przed II wojną światową stacja kolejowa. W późniejszym okresie została zdegradowana do roli przystanku.